# فرش هند

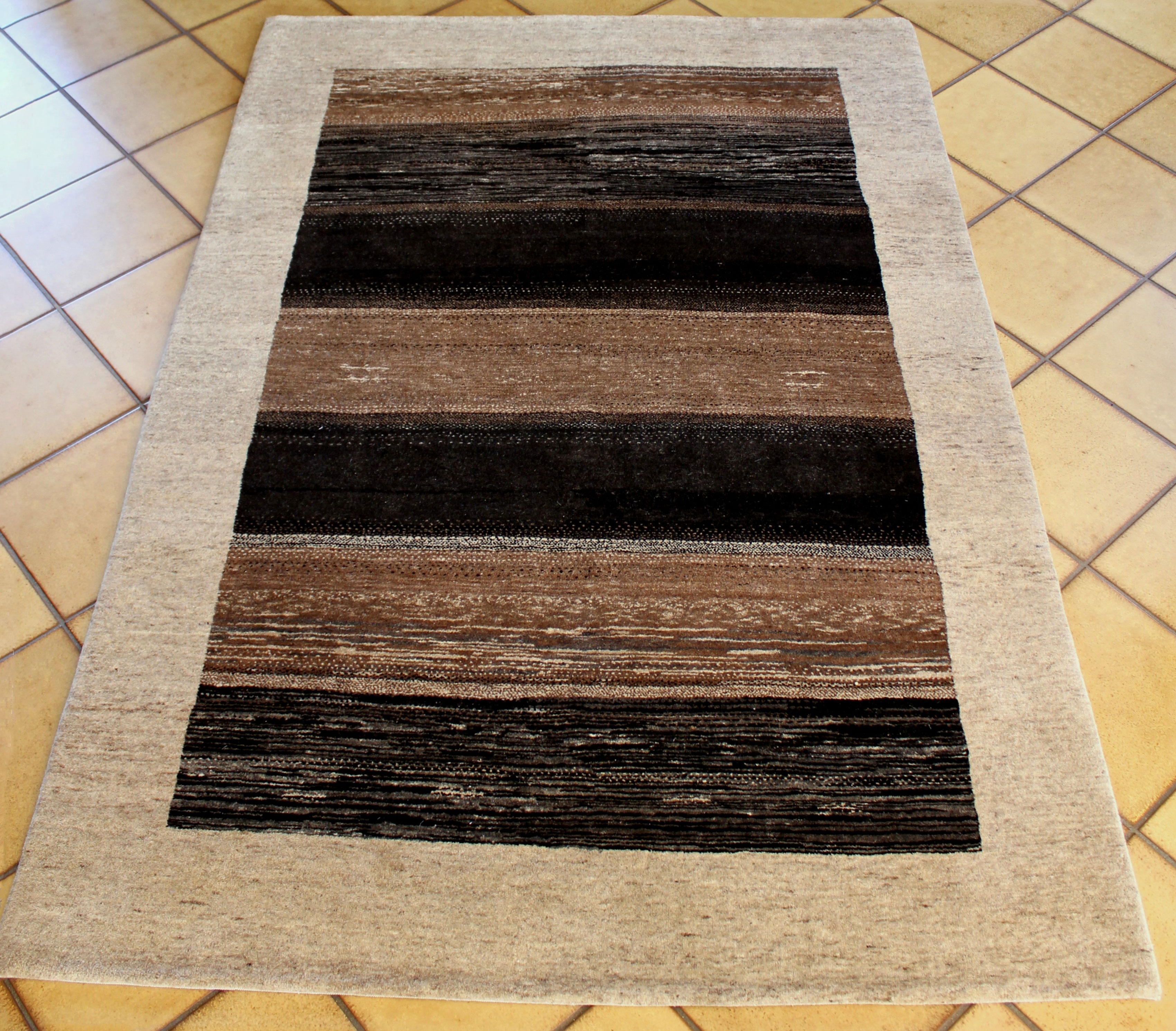
یک فرش هندی

فرش ایران از اواخر قرن ۱۰هجری قمری، پس از پناهنده شدن علی یون به شاه طهماسب و بازگشت او به کشورش، به هندوستان وارد می‌شود و هندیان از همین دوره با فرش ایران آشنا می‌گردند، در واقع بنیان قالی‌بافی هند از اواخر قرن ۱۶میلادی تحت تأثیر فرهنگ وهنر ایران شکل می‌گیرد، گرچه صنعت گران هند قبل از آشنایی با فرش ایران با شالبافی کشمیر و فنون و صنعت نساجی کاملاً آشنا بودند و در تولید منسوجات پیشرفت قابل ملاحظه‌ای داشتند ولی در ورود فرشهای ایرانی با طرح‌ها و نقشه‌های بی بدیل موجب دگرگونی هنر نقشپردازی در منسوجان آنان می‌گردد، بطوری که تا مدت‌ها این قبیل پارچه‌ها را بنام پارچه ایرانی یا طرح ایرانی می‌شناختند.
امروزه هند به دلیل قابلیت‌های تولید مواد اولیه فرشبافی همچنین علاقه‌مندی مردم به صنایع دستی از لحاظ کمیت و کیفیت تولید فرش یکی از مهم‌ترین تولیدکنندگان فرش دستباف جهان به‌شمار می‌آید، مواد اولیه فرشهای هندی از پشم و ابریشم و نخ پنبه‌ای است که با گره نا متقارن (فارسی) بافته می‌شوند.
طرح‌ها و نقشه‌های مصرفی در فرش هند به شدت تحت تأثیر فرهنگ نقشه‌های ایران است بطوری که قریب به ۲سوم طرح‌ها از نمونه‌های ایرانی نظیر طرح‌های ساروق، کاشان، همدان، تبریز، مشهد، بیرجند، کرمان و حتی ایلات قشقایی در کمال دقت و مهارت کپی می‌شوند، علاوه بر طرح‌های ایران، نقشه‌های چینی، پاکستانی، ترکمنی، فرانسوی، مراکشی و مصری را نیز استفاده می‌کنند، هندی‌ها ا ستعداد خوبی در ترکیب و تلفیق نقشه‌های متفاوت دارند در بسیاری از فرشهایشان علاوه بر اینکه طرح‌های خارجی را بکار می‌برند از نقشه‌های بومی که پوشیده از گل و گیاه و جانوران اساطیری است، خیلی زیاد تولید می‌کنند.
نقشه‌های ایرانی بافت این کشورها در بازار جهانی بنام اصفهان هند، کاشان هند، بیجار هند، کرمان هند و … عرضه می‌شود، عمده‌ترین طرح هاییکه در هند بافته می‌شوند عبارتند از: محرابی، بته میری، درختی، انواع لچک و ترنج، جانوری، شکارگاه، تصویری و…
نقشه‌های بته میری هندی، بته خرقه‌ای هندی، بته شالی، بته سرابندی و… از متداولترین نقشه‌هایی است که در شهرهای بهادوهی میرزا پور د رناحیه اوتار پارادش بسیار زیاد تولید می‌گردند، این طرح‌ها هم به صورت سراسری و هم در قالب طرح لچک و ترنج بته دار در کنار نقشه‌های مکملی چون گلدان بسیار مطلوب و مشابه نمونه‌های ایرانی بافته می‌شوند.
هماهنگی نقشه بته میری با طرح لچک و ترنج و ترکیب مناسب رنگ‌ها جذابیت و زیبایی خاصی به این فرش ایرانی داده است، این رنگ و طرح در بین بافندگان استان مرکزی از قرن گذشته رواج پیدا کرده و تا امروز جایگاه هنری و اقتصادی خود را در بازار جهانی به ویژه بازار آمریکا حفظ کرده‌است توسط بافندگان هندی در نهایت دقت و استادی تولید شده‌است، طرح‌های سنتی ارزشمند ایرانی همچون این نمونه در هندوستان زیاد کپی می‌شود.
قالی‌های این دوره به قالی مغولی یا قالیهای دوره ورود مغولها شهرت یافت. قالیهای امروز هندی دارای طرح‌های چینی، ایرانی، ترکمنی، آبسون و ساونری هستند.
گره قالی نامتقارن و ساختار (تارو پود) آن‌ها پنبه‌ای است و با شیوه دو پود بافته می‌شود.